# الکساندر بیلاننکو
الکساندر بیلاننکو (اوکراینی: Олександр Вікторович Біланенко؛ زادهٔ ۸ ژانویهٔ ۱۹۷۸) ورزشکار دوگانه اهل اوکراین است. وی همچنین از ورزشکاران دوگانه در بازی‌های المپیک زمستانی ۲۰۰۲ بود که در دوره‌های ۲۰۰۶ و ۲۰۱۰ نیز حضور داشت.